# Copa Colombia 2010
De Copa Colombia 2010 was de achtste editie van de voetbalcompetitie Copa Colombia en werd gespeeld tussen de clubs uit de Copa Mustang en de Second Division. De competitie startte op 24 februari 2010. Het toernooi werd gesponsord door Postobón. De winnaar plaatste zich voor de Copa Sudamericana.

## Regionale fases
|  | Teams gekwalificeerd voor de tweede fase |

### Groep A
| Team               | AW | G | G | V | DV | DT | DS | Pnt |
| ------------------ | -- | - | - | - | -- | -- | -- | --- |
| Real Cartagena     | 10 | 5 | 3 | 2 | 20 | 15 | +5 | 18  |
| Junior             | 10 | 5 | 3 | 2 | 13 | 9  | +4 | 18  |
| Atlético La Sabana | 10 | 3 | 6 | 1 | 15 | 13 | +2 | 15  |
| Valledupar         | 10 | 3 | 4 | 3 | 9  | 10 | −1 | 13  |
| Barranquilla       | 10 | 2 | 3 | 5 | 12 | 17 | −5 | 9   |
| Unión Magdalena    | 10 | 1 | 3 | 6 | 10 | 15 | −5 | 6   |

|                    | LSA | BAR | JUN | RCA | UMA | VAL |
| ------------------ | --- | --- | --- | --- | --- | --- |
| Atlético La Sabana | –   | 2–2 | 1–1 | 1–2 | 1–0 | 1–1 |
| Barranquilla       | 1–2 | –   | 0–1 | 1–2 | 3–2 | 1–1 |
| Junior             | 0–0 | 1–0 | –   | 1–2 | 2–1 | 3–2 |
| Real Cartagena     | 3–3 | 5–2 | 1–3 | –   | 1–1 | 2–0 |
| Unión Magdalena    | 1–2 | 1–2 | 1–1 | 2–2 | –   | 1–0 |
| Valledupar         | 2–2 | 0–0 | 1–0 | 1–0 | 1–0 | –   |

### Groep B
| Team                   | AW | G | G | V | DV | DT | DS  | Pnt |
| ---------------------- | -- | - | - | - | -- | -- | --- | --- |
| Atlético Nacional      | 10 | 6 | 1 | 3 | 17 | 8  | +9  | 19  |
| Itagüí Ditaires        | 10 | 6 | 1 | 3 | 13 | 7  | +6  | 19  |
| Envigado               | 10 | 4 | 3 | 3 | 11 | 9  | +2  | 15  |
| Once Caldas            | 10 | 4 | 2 | 4 | 17 | 14 | +3  | 14  |
| Independiente Medellín | 10 | 2 | 3 | 5 | 7  | 12 | −5  | 9   |
| Deportivo Rionegro     | 10 | 2 | 2 | 6 | 7  | 22 | −15 | 8   |

|                   | NAC | RIO | ENV | MED | ITA | OCA |
| ----------------- | --- | --- | --- | --- | --- | --- |
| Atlético Nacional | –   | 2–0 | 3–1 | 0–0 | 0–1 | 5–0 |
| D. Rionegro       | 2–1 | –   | 0–2 | 0–2 | 2–1 | 0–5 |
| Envigado          | 1–2 | 1–1 | –   | 1–0 | 3–1 | 1–1 |
| Indepen. Medellín | 2–1 | 1–1 | 1–0 | –   | 1–1 | 1–2 |
| Itagüí Ditaires   | 0–1 | 1–1 | 0–1 | 3–0 | –   | 2–1 |
| Once Caldas       | 1–2 | 6–1 | 0–0 | 1–0 | 0–2 | –   |

### Groep C
| Team                 | AW | G | G | V | DV | DT | DS  | Pnt |
| -------------------- | -- | - | - | - | -- | -- | --- | --- |
| Cúcuta Deportivo     | 10 | 6 | 1 | 3 | 17 | 11 | +6  | 19  |
| Atlético Bucaramanga | 10 | 5 | 1 | 4 | 17 | 14 | +3  | 16  |
| Boyacá Chicó         | 10 | 5 | 1 | 4 | 14 | 12 | +2  | 16  |
| Real Santander       | 10 | 5 | 0 | 5 | 17 | 17 | 0   | 15  |
| Patriotas            | 10 | 4 | 0 | 6 | 12 | 21 | −9  | 12  |
| Alianza Petrolera    | 10 | 2 | 3 | 5 | 15 | 17 | −12 | 9   |

|                   | ALP | BUC | BOY | CUC | PAT | RSA |
| ----------------- | --- | --- | --- | --- | --- | --- |
| Alianza Petrolera | –   | 1–1 | 1–1 | 0–1 | 5–1 | 5–2 |
| Atl. Bucaramanga  | 3–1 | –   | 2–0 | 2–1 | 1–2 | 0–1 |
| Boyacá Chicó      | 1–0 | 4–0 | –   | 3–0 | 1–3 | 1–2 |
| Cúcuta Deportivo  | 2–2 | 2–1 | 3–0 | –   | 3–0 | 3–0 |
| Patriotas         | 2–0 | 2–3 | 0–1 | 2–0 | –   | 0–3 |
| Real Santander    | 3–0 | 0–4 | 1–2 | 1–2 | 4–0 | –   |

### Groep D
| Team        | AW | G | G | V | DV | DT | DS | Pnt |
| ----------- | -- | - | - | - | -- | -- | -- | --- |
| La Equidad  | 10 | 6 | 2 | 2 | 15 | 9  | +6 | 20  |
| Millonarios | 10 | 4 | 4 | 2 | 22 | 14 | +8 | 16  |
| Santa Fe    | 10 | 4 | 4 | 2 | 14 | 9  | +5 | 16  |
| Centauros   | 10 | 2 | 5 | 3 | 10 | 14 | −4 | 11  |
| Academia    | 10 | 1 | 5 | 4 | 9  | 15 | −6 | 8   |
| Bogotá      | 10 | 2 | 2 | 6 | 8  | 17 | −9 | 8   |

|             | ACA | BOG | CEN | EQU | MIL | SAF |
| ----------- | --- | --- | --- | --- | --- | --- |
| Academia    | –   | 2–0 | 0–0 | 1–1 | 0–3 | 1–1 |
| Bogotá      | 0–0 | –   | 1–2 | 0–3 | 3–2 | 1–0 |
| Centauros   | 2–1 | 2–2 | –   | 1–3 | 2–2 | 0–0 |
| La Equidad  | 2–2 | 1–0 | 1–0 | –   | 0–3 | 2–0 |
| Millonarios | 4–2 | 3–0 | 1–1 | 0–2 | –   | 2–2 |
| Santa Fe    | 2–0 | 2–1 | 3–0 | 2–0 | 2–2 | –   |

### Groep E
| Team            | AW | G | G | V | DV | DT | DS  | Pnt |
| --------------- | -- | - | - | - | -- | -- | --- | --- |
| Deportivo Cali  | 10 | 5 | 4 | 1 | 18 | 7  | +11 | 19  |
| Deportivo Pasto | 10 | 3 | 6 | 1 | 12 | 8  | +4  | 15  |
| Cortuluá        | 10 | 4 | 2 | 4 | 15 | 18 | −3  | 14  |
| América         | 10 | 2 | 6 | 2 | 17 | 14 | +3  | 12  |
| Depor           | 10 | 3 | 2 | 5 | 13 | 17 | −4  | 11  |
| Pacífico        | 10 | 2 | 2 | 6 | 12 | 23 | −11 | 8   |

|                 | AME | COR | DEP | CAL | PAS | PAC |
| --------------- | --- | --- | --- | --- | --- | --- |
| América         | –   | 4–0 | 1–1 | 2–2 | 0–0 | 5–1 |
| Cortuluá        | 3–0 | –   | 1–2 | 1–0 | 2–2 | 2–1 |
| Depor           | 3–1 | 2–3 | –   | 0–1 | 1–0 | 2–2 |
| Deportivo Cali  | 1–1 | 4–1 | 3–1 | –   | 1–1 | 5–0 |
| Deportivo Pasto | 1–1 | 1–1 | 2–1 | 0–0 | –   | 2–1 |
| Pacífico        | 2–2 | 2–1 | 3–0 | 0–1 | 0–3 | –   |

### Groep F
| Team              | AW | G | G | V | DV | DT | DS  | Pnt |
| ----------------- | -- | - | - | - | -- | -- | --- | --- |
| Deportes Tolima   | 10 | 5 | 4 | 1 | 14 | 8  | +6  | 19  |
| Deportivo Pereira | 10 | 5 | 3 | 2 | 18 | 10 | +8  | 18  |
| Atlético Huila    | 10 | 5 | 2 | 3 | 16 | 10 | +6  | 17  |
| Deportes Quindío  | 10 | 5 | 0 | 5 | 19 | 13 | +6  | 15  |
| Expreso Rojo      | 10 | 1 | 5 | 4 | 10 | 21 | −11 | 8   |
| Juventud Soacha   | 10 | 1 | 2 | 7 | 10 | 25 | −15 | 5   |

|                   | HUI | QUI | TOL | PER | EXR | JUS |
| ----------------- | --- | --- | --- | --- | --- | --- |
| Atlético Huila    | –   | 3–1 | 2–0 | 0–0 | 4–0 | 2–1 |
| Deportes Quindío  | 3–1 | –   | 0–1 | 3–1 | 3–0 | 3–0 |
| Deportes Tolima   | 2–1 | 3–1 | –   | 2–1 | 1–1 | 4–1 |
| Deportivo Pereira | 1–0 | 2–1 | 0–0 | –   | 4–1 | 2–0 |
| Expreso Rojo      | 1–1 | 1–0 | 1–1 | 2–2 | –   | 3–3 |
| Juventud Soacha   | 1–2 | 1–4 | 0–0 | 1–5 | 2–0 | –   |

## Laatste 16
- heenduels: 18 augustus en 19 augustus 2010
- Returns:25 augustus 2010

| Team 1               | Tot.            | Team 2            | 1e wedstr. | 2e wedstr. |
| -------------------- | --------------- | ----------------- | ---------- | ---------- |
| Deportivo Pasto      | 0–6             | Deportivo Pereira | 1–2        | 0–3        |
| Boyacá Chicó         | 1–4             | Atlético Nacional | 2–2        | 1–2        |
| Atlético La Sabana   | 3–3 (Doelslado) | Cúcuta Deportivo  | 1–0        | 0–4        |
| Atlético Huila       | 3–3 (doelsaldo) | La Equidad        | 2–1        | 0–2        |
| Junior               | 3–3 (2–4 pen)   | Deportivo Cali    | 1–0        | 2–3        |
| Itagüí Ditaires      | 4–1             | Deportes Tolima   | 1–0        | 2–2        |
| Atlético Bucaramanga | 3–3 (1–2 pen)   | Millonarios       | 1–2        | 2–1        |
| Santa Fe             | 3–3 (3–2 pen)   | Real Cartagena    | 2–0        | 1–3        |

## Kwartfinale
Heenduels: 8 ,15,16 september 2010; returns: 22, 23 en 29 september 2010.
| Team 1          | Tot.          | Team 2            | 1e wedstr. | 2e wedstr. |
| --------------- | ------------- | ----------------- | ---------- | ---------- |
| Santa Fe        | 0–6           | Deportivo Cali    | 0–1        | 1–3        |
| La Equidad      | 6–0           | Deportivo Pereira | 2–0        | 2–1        |
| Itagüí Ditaires | 3–3 (5–4 pen) | Atlético Nacional | 4–0        | 1–5        |
| Millonarios     | 4–1           | Cúcuta Deportivo  | 1–1        | 1–0        |

## Halve finale
Heenduels: 6 oktober 2010; Return:13 oktober 2010
| Team 1         | Tot.          | Team 2          | 1e wedstr. | 2e wedstr. |
| -------------- | ------------- | --------------- | ---------- | ---------- |
| Deportivo Cali | 6–0           | La Equidad      | 2–0        | 5–3        |
| Millonarios    | 3–3 (4–5 pen) | Itagüí Ditaires | 2–3        | 3–2        |

### Finale
|                             |                 |         |                |                                                                             |
| 27 oktober 2010 15:30 UTC−5 | Itagüí Ditaires | 0–1     | Deportivo Cali | Estadio Metropolitano Ciudad de Itagüí, Itagüí Scheidsrechter: Imer Machado |
| 27 oktober 2010 15:30 UTC−5 |                 | Verslag | Escobar 59'    | Estadio Metropolitano Ciudad de Itagüí, Itagüí Scheidsrechter: Imer Machado |

|                             |                       |         |                 |                                                               |
| 3 november 2010 18:30 UTC−5 | Deportivo Cali        | 2–0     | Itagüí Ditaires | Estadio Deportivo Cali, Palmira Scheidsrechter: Albert Duarte |
| 3 november 2010 18:30 UTC−5 | Amaya 12' Escobar 55' | Verslag |                 | Estadio Deportivo Cali, Palmira Scheidsrechter: Albert Duarte |

Deportivo Cali wint op punten 6-0
| Winnaar Copa Colombia 2010 |
| -------------------------- |
| Deportivo Cali 1e titel    |